# Verksamhetsportal
Verksamhetsportal, webbplats som ger ett företags alla användare en personaliserad entré till ett alla IT-baserade verksamhetssystem, alla processer, allt innehåll och alla gemensamma samverkansfunktioner. En väl utformad verksamhetsportal fungerar som ett centralt nav för ett företags verksamhet. 
Den normala förädlingen av en omodern/statisk webbplats mot en väl fungerande verksamhetsportal följer följande steg/process:
steg A: helt statisk webbplats som fungerar som elektronisk anslagstavla.
steg B: den statiska webbplatsen kompletteras med funktioner för "sökning"
och "diskussionsforum"
steg C: Webbplatsen utökas med processer och funktioner som innebär att arbetssättet förändras
steg D: webbplatsen utökas med funktioner för ärende- och dokumenthatering samt mer avancerade sökfunktioner
steg F: webbplatsen integreras mot de verksamhetsystem som finns i verksamheten. Webbplatsen, eller Verksamhetsportalen, kommer nu att fungera som en gemensam ingång för alla användare.